# 大魯薩瓦
48°36′24″N 28°26′56″E / 48.60667°N 28.44889°E
大魯薩瓦（烏克蘭語：Велика Русава），是烏克蘭的村落，位於該國西南部文尼察州，由圖利欽區負責管轄，始建於1700年，面積5.79平方公里，海拔高度216米，2022年人口1,105，人口密度每平方公里265.8人。